# Selbstschussanlage

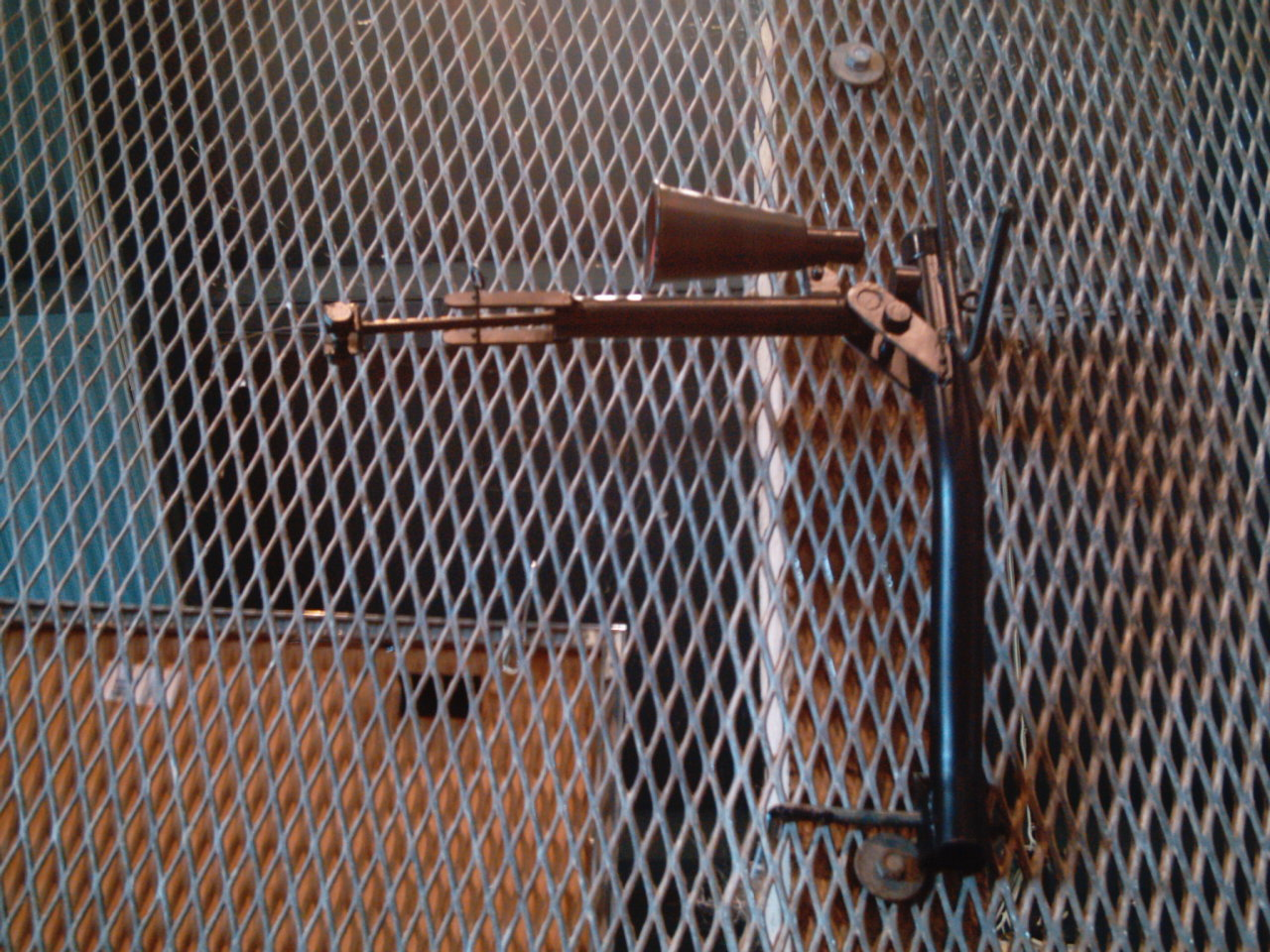
Am Point Alpha ausgestellte Selbstschussanlage SM-70 (Splittermine Modell 1970)

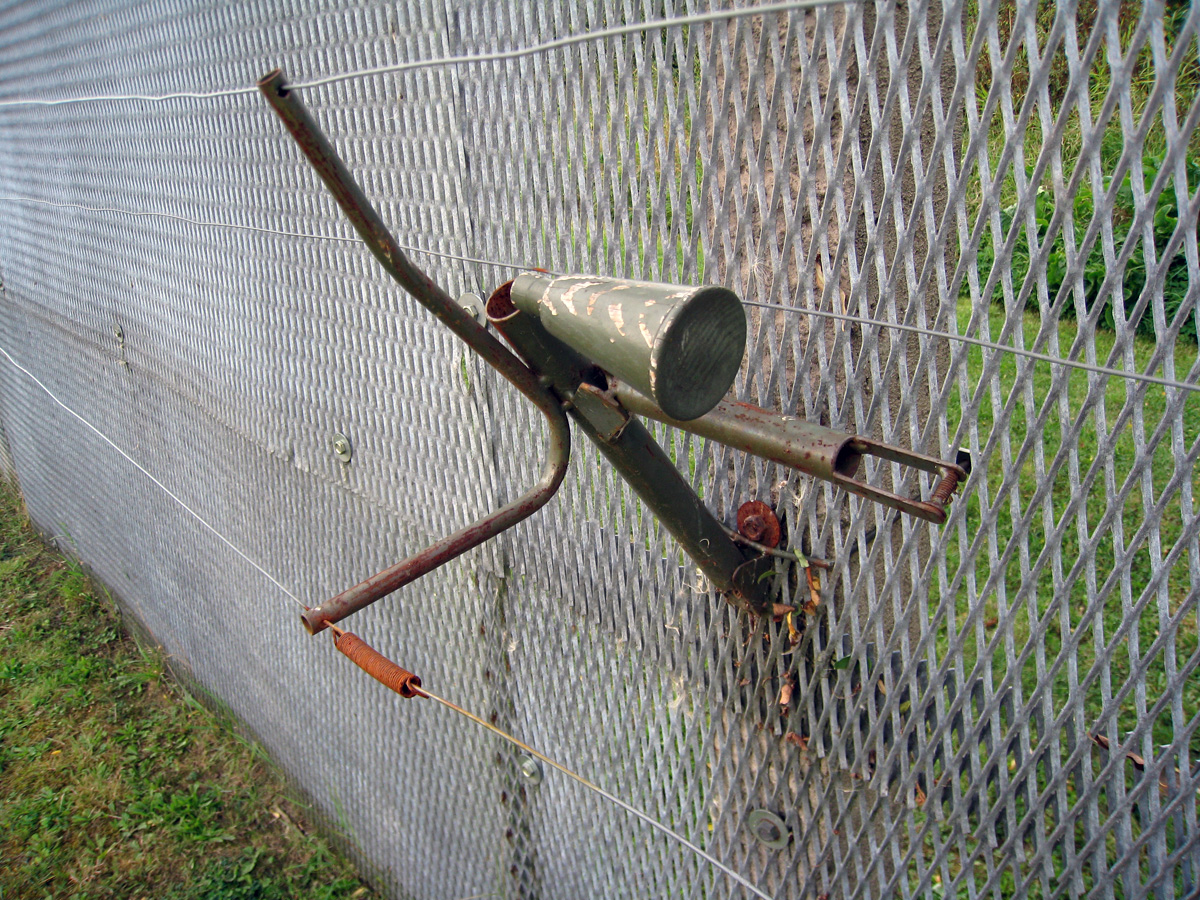
Nachbau einer SM-70, sichtbar die Anordnung der Spanndrähte

Eine Selbstschussanlage ist eine Vorrichtung, bei der – zumeist versteckt ausgelegte – Drähte bei einer Berührung oder andere Signalgeber Schüsse auslösen oder Splitterminen zur Detonation bringen. (vgl. auch: Sprengfalle).
Im deutschen Sprachraum sind mit Selbstschussanlage meist die Selbstschussanlagen gemeint, die ab 1971 bis 1984 von der DDR an der innerdeutschen Grenze auf einer Länge von etwa 447 Kilometern eingesetzt wurden. Dabei wurden rund 71.000 Selbstschussanlagen des Typs SM-70 am vorderen Metallgitter-Grenzzaun montiert. Deren ausschließlicher Zweck war es, Fluchtversuche aus der DDR zu verhindern, indem sie Menschen beim Versuch, den Grenzzaun zu überklettern, automatisch schwer verletzten oder töteten. Das erste Opfer einer Selbstschussanlage war Johannes-Leo Hoffmann aus Worbis, der am 14. November 1972 in der Nähe von Teistungen getötet wurde. Außerdem kam ein Soldat der Grenztruppen der DDR bei Wartungsarbeiten zu Tode. Das letzte Opfer einer Selbstschussanlage war der 20-jährige Frank Mater, der am 22. März 1984 bei Wendehausen getötet wurde. Etwa 140 Menschen wurden beim Fluchtversuch durch Selbstschussanlagen verletzt.
In manchen Ländern wurden auch in Privathäusern Selbstschussanlagen installiert.

## Jagd und Grabschutz
Frühe Selbstschussanlagen wurden als Tierfallen entwickelt. Bereits die Germanen nutzten Speer- und Bogenfallen zur Jagd. Diese Fallen wurden durch ein quer über einen Wildwechsel gespanntes Seil ausgelöst. Sie mussten so ausgerichtet sein, dass der Pfeil das Tier treffen würde. Im Mittelalter waren diese als Selbstschuss- oder Waffenfalle bekannt. Mit der Entwicklung der Feuerwaffen wurde die Legbüchse zum gleichen Zweck benutzt. Die Benutzung solcher Vorrichtungen ist nun stark reglementiert. So verbietet z. B. das Bundesjagdgesetz Selbstschussgeräte. Nur Selbstschussgeräte zur Schädlingsbekämpfung, wie das Wühlmausschussgerät, dürfen noch verwendet werden.
Bereits 220 v. Chr. sind Selbstschussanlagen auf Basis von Armbrustfallen zur Sicherung chinesischer Königsgräber gegen Grabräuber verwendet worden. Der US-amerikanische Erfinder Philip. K. Clover erhielt 1887 zu seiner Erfindung „Coffin-Torpedo“ (Sargtorpedo) die US-Patent-No. 208672. Seine Vorrichtung bestand darin, eine Schrotpatrone auf Grabräuber abzufeuern, die mittels einer Auslösevorrichtung mit Verbindungen an der Leiche gezündet wurde. Eine ähnliche Erfindung wurde am 20. Dezember 1881 mit der US-Patent-No. 251231 als „Grave-Torpedo“ für Thomas N. Howells registriert. Selbstschussanlagen zum Grabschutz waren auch im 19. Jahrhundert in Großbritannien in Gebrauch.

## Innerdeutsche Grenze
Die Selbstschussanlagen SM-70 waren jahrelang die vorherrschenden Sicherungselemente der DDR und an der innerdeutschen Grenze zwischen der Bundesrepublik Deutschland und der Deutschen Demokratischen Republik ausschließlich in die Richtung der DDR ausgerichtet. Die innerdeutsche Grenze war ab 1961 vermint, anfangs nur mit konventionellen Erdminen. Diese wurden durch die DDR auf Veranlassung der Sowjetunion verlegt.

### Bezeichnungen
Zur Zeit der Entwicklung wurde die Mine als Schützensplittermine SSM bzw. SSM-1 bezeichnet. Die fertige Mine wurde dann Splittermine 1970 SM-70 benannt. Manche Quellen geben zudem kegelförmige Splittermine mit Richtwirkung als amtliche Bezeichnung an. Die SM-70 wurde in die Minensperranlage MS 501 bzw. MS 701 eingebaut. Diese Bezeichnung wird teilweise synonym für die Mine verwendet.
Die westlichen Medien verwendeten unter anderem Begriffe wie Selbstschussautomat, Selbstschussapparat, Selbstschussanlage, Selbstschussgerät, sowie rhetorisch „Tötungsmaschine“, „Tötungsautomat“, oder „Todesautomat“.

### Entwicklung und Erprobung
Erich Lutter, ein SS-Sturmbannführer, der das Referat II D 4 (Waffenwesen) im Reichssicherheitshauptamt leitete, entwickelte im Auftrag von Reinhard Heydrich ein Konzept für Selbstschussanlagen an der Umzäunung von Konzentrationslagern. Dadurch sollten Häftlinge mit geringem Personalaufwand an einer Flucht gehindert werden. Lutters Entwürfe wurden nie verwirklicht. Dem Journalisten Georg Bensch zufolge fielen seine Pläne nach dem Zweiten Weltkrieg der sowjetischen Siegermacht in die Hände. In der DDR seien diese Pläne für die Entwicklung eigener Selbstschussanlagen genutzt worden.
Den Auftrag zur Entwicklung und Produktion der anfangs als Schützensplittermine (SSM) bezeichneten Selbstschussanlage gab das DDR-Verteidigungsministerium zu Jahresbeginn 1965 an das VEB Chemiewerk Kapen. Dieser Standort war bereits ab 1936 als Munitionsfabrik genutzt worden. Die Entwickler konnten jedoch die Vorgaben des Ministeriums nicht einhalten. Im August 1968 kam es zum ersten Kontakt mit dem militärtechnischen Institut VUSTE der Tschechoslowakei. Am 23. Februar 1967 schlossen die Tschechoslowakei und die DDR einen Vertrag über die Entwicklung und Erprobung einer Selbstschussanlage sowie die Lieferung von 100 Prototypen an die DDR. Sie zahlte der Tschechoslowakei dafür 700.000 Mark. Gefertigt wurden die nach dem Jahr der geplanten Indienststellung nun SM-70 genannten Selbstschussanlagen ab 1969 im VEB Chemiewerk Kapen. Die elektrischen Komponenten für die Gesamtanlage kamen vom VEB Elektroapparatebau Bannewitz.
Der Erprobungsaufbau erfolgte ab dem Winter 1970/71 an der innerdeutschen Grenze im Abschnitt Salzwedel/Lüchow (5 km) und Arendsee/Prezelle (10 km). Die Fertigstellung des Testaufbaus war zum 1. Januar 1971 geplant, verzögerte sich jedoch wetterbedingt und wegen nicht rechtzeitig vorhandenen Materials bis Mitte April 1971. Bei Salzwedel wurden die SM-70 in drei verschiedenen Höhen am Zaun befestigt, bei Arendsee kombinierte man zwei Reihen SM-70 am Zaun mit konventionellen Erdminen im Minenfeld davor. Zwar zeigte die Mine ihre Wirksamkeit bei Auslösungen durch Wild, es kam aber auch zu Auslösungen durch Blitze aufgrund ungenügender Isolation. Der Aufwand und die Komplexität des Aufbaus wurden als hoch erachtet. Deswegen sollte der Aufbau durch Steckverbindungen und genauere Kennzeichnungen vereinfacht werden.

„Die Splitterwirkung an den beschossenen Wildarten: Reh-, Schwarz- und Federwild lässt den sicheren Schluss zu, dass durch SM-70 geschädigte Grenzverletzer tödliche bzw. so schwere Verletzungen aufweisen, dass sie nicht mehr in der Lage sind, den Sperrzaun zu überwinden.“

Am 4. Dezember 1971 beriet das Ministerium für Nationale Verteidigung über die Einführung der neuen Mine. Da die SM-70 tödlicher als die bisher verwendeten Minen war, gab es Bedenken wegen der zu erwartenden politischen Reaktionen des Westens. Es wurde auch der Vorschlag unterbreitet, anstatt Stahlsplitter Gummigeschosse zu verwenden. Wegen höchster politischer Bedeutung wurde die Einführung der Mine dem Generalsekretär des Zentralkomitees, Erich Honecker, zur Entscheidung vorgelegt. Honeckers Befürwortung der Einführung lag am 10. Januar 1972 vor. Die Entscheidung, die SM-70 einzuführen, wurde von der DDR-Führung ohne Einbeziehung sowjetischer Militärvertreter beschlossen.

### Aufbau und Funktionsweise

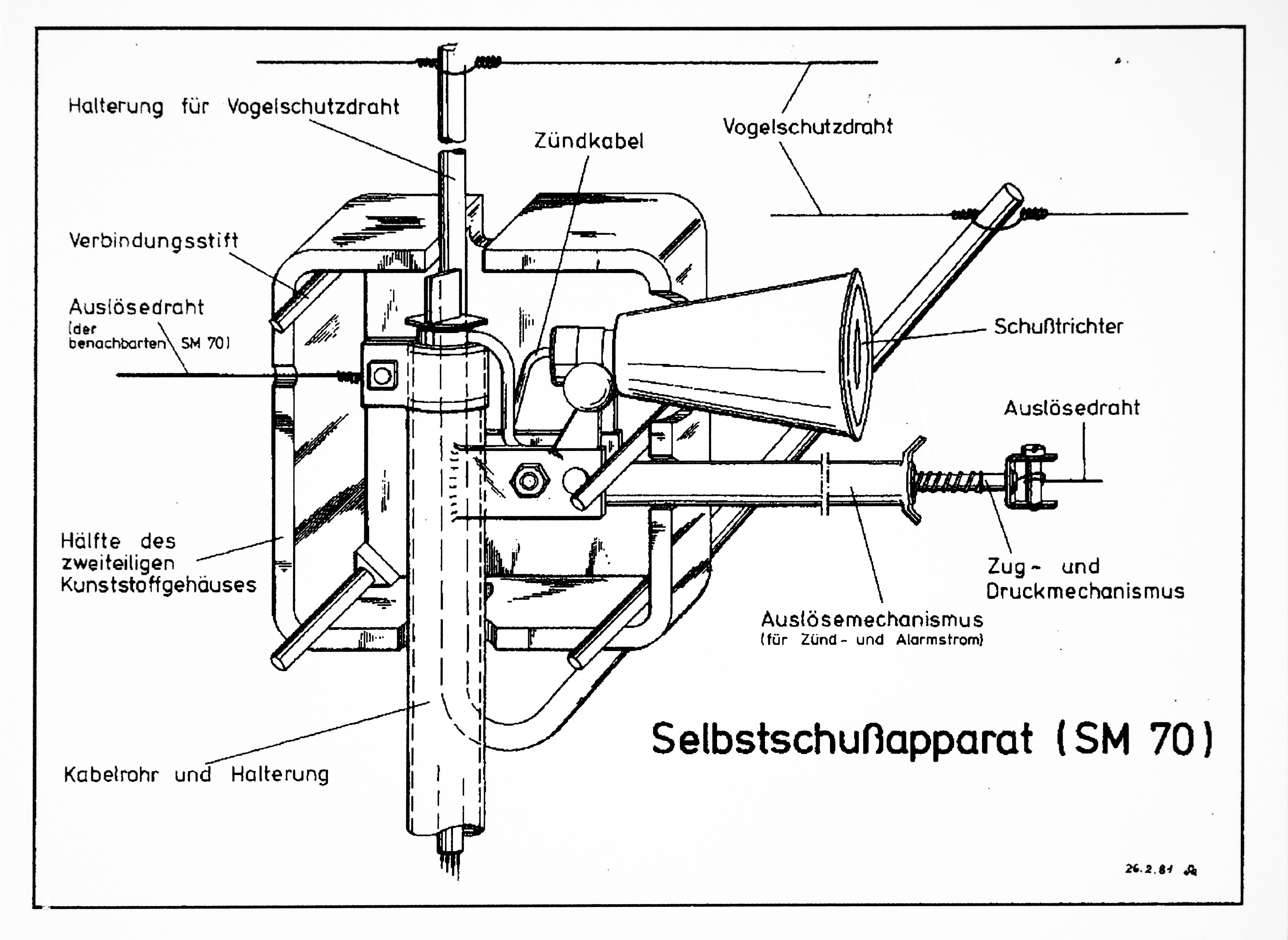
Schematische Darstellung einer SM-70 im Kunststoffgehäuse mit 3 Spanndrähten

Die SM-70 bestand aus dem Schusstrichter und dem darunter in einem im Schutzrohr befindlichen Auslösemechanismus. Der Schusstrichter bestand aus Aluminium und im hinteren Teil befand sich das Kabel zum Auslösemechanismus, der elektrische Sprengzünder und die Verstärkerladung aus 9 Gramm Nitropenta. Der Hauptraum des Schusstrichters war mit Sprengstoff und Splittermaterial gefüllt und mit einer nach innen weisenden kegelförmigen Abdeckung verschlossen.
Die Minen waren versetzt in drei verschiedenen Höhen an den Pfosten des Grenzzauns DDR-seitig befestigt. Der Abstand zur nächsten Mine in der gleichen Höhe betrug 30 m. Zwischen den Minen waren jeweils ein Auslöse- und zwei Vogelschutzdrähte gespannt. Die Vogelschutzdrähte sollten Vögeln als Sitzgelegenheit dienen und sie so vom Auslösedraht fernhalten. Der Auslösedraht war mit einer Feder gespannt. Die Spannung war dabei so eingestellt, dass der Reibungswiderstand des Auslösemechanismus sich zu beiden Seiten im Gleichgewicht befand. Wurde der Auslösedraht durch Niederdrücken oder Zerschneiden zwei Zentimeter gespannt bzw. entspannt, so schnellte der mechanische Auslösemechanismus vor und schloss zwei elektrische Kontakte. Der eine Kontakt war mit dem Schusstrichter verbunden und zündete diesen elektrisch. Der zweite Kontakt führte zur Führungsstelle und sorgte dort für ein Alarmsignal.
Die SM-70 konnte 80 Stahlsplitter à 4 mm × 4 mm × 4 mm durch eine Ladung von 110 Gramm TNT-Sprengstoff bei einer Reichweite von 120 m und seitlicher Streuung von 15 m verschießen. Im Bereich von 10 m war die Mine tödlich. Die modifizierte Version, die Splittermine SM-70/M (verwendet in der Minensperranlage 701), verschoss 20 Wälzlagerkugeln à 8 mm mit 98 Gramm TNT/Hexogen (45 %/ 55 %) bei einer Reichweite von 280 m und seitlicher Streuung von 26 m. Im Bereich von 20 bis 30 m war die Mine tödlich.
In Bezug der Beurteilung der Völkerrechtswidrigkeit der Stahlwürfel besteht in der Literatur Uneinigkeit. So herrscht zumindest die Einschätzung vor, dass die Wirkung der Stahlwürfel den in der Haager Landkriegsordnung international geächteten Dum-Dum-Geschossen gleichkommt. Es gibt aber auch die Meinung, dass die Verwendung der Stahlwürfel deswegen gegen das Völkerrecht verstieß. Faktisch hat aber erst das im Jahre 1980 beschlossene Protokoll II über Landminen, Sprengfallen und andere Vorrichtungen völkerrechtlichen Druck auf die DDR ausgeübt.
Der Sprengstoff war so angeordnet, dass er unter Teilausnutzung des kumulativen Effektes eine richtungsgebundene Wirkung hatte. Nach der Detonation breitete sich eine kegelförmige Splittersäule aus, deren Mittelachse richtungsgleich zur Mittelachse des Schusstrichters verlief.
Ab 1976 wurden die Minen durch ein Gehäuse aus Kunststoff geschützt. Damit sollten Diebstahl und Sabotage verhindert werden.
Die einzelnen SM-70 Minen waren zu einem fünf Kilometer langen Verbund als Minensperranlage 501 bzw. dem Nachfolger 701 zusammengeschlossen. Die Sperranlage war in 18 Abschnitte aufgeteilt. Stromkabel führten von der Führungsstelle über verschiedene Verteilerkästen zu den einzelnen Minen. Löste eine Mine aus, wurde in der Führungsstelle ein akustischer Alarm ausgelöst und der entsprechende Abschnitt wurde optisch angezeigt. Die Minensperranlage konnte z. B. wegen Wartungsarbeiten komplett oder teilweise abgeschaltet werden. Abgeschaltet werden musste die Minensperranlage 501 auch während Gewittern, da durch Blitze verursachte elektromagnetische Störungen die Minen auslösen konnten. Die Minensperranlage 701 stellte insofern eine Verbesserung dar, weil sie unempfindlich gegen diese Störungen war, welche auch z. B. von Sendeanlagen verursacht werden konnten.

### Installation
Die Selbstschussanlagen wurden seit 1971 an der DDR-Grenze zur Bundesrepublik (nicht an der Berliner Mauer) installiert. Aufgrund der Todeserfolge und Verstümmelungserfolge der Anlagen beschloss der Nationale Verteidigungsrat der DDR in seiner Sitzung am 14. Juli 1972, den weiteren pioniertechnischen Ausbau der Grenzanlagen, insbesondere die Errichtung der Selbstschussanlagen SM-70, fortzusetzen.
Bis zum Abbau 1984 waren 447 km der innerdeutschen Grenze mit Selbstschussanlagen gesichert. Dafür kamen ca. 60.000 SM-70 zum Einsatz (SM für Splittermine). Bis 1977/78 verbauten die Grenztruppen die Splittermine SM-70-Anlage 501. Danach installierten sie den verbesserten Typ Splittermine SM-70-Anlage 701 (mit Plastekasten) an den Grenzzäunen.

### Kosten
Die Installation der Anlagen kostete je Kilometer etwa 100.000 Mark (DDR). Klaus-Dieter Baumgarten, der Befehlshaber der Grenztruppen der DDR, bezifferte die Kosten der Installation (ohne Wartung) 1982 mit 376.600 Mark für fünf Kilometer. Dazu kamen die hohen Betriebskosten. Vom 1. Dezember 1974 bis zum 30. Mai 1982 waren 52.794 Splitterminen detoniert, vor allem durch Wildtiere. 0,3 % der Detonationen wurden durch Flüchtlinge ausgelöst.

### Geheimhaltung und Bekanntwerden
Die DDR unternahm alles, um die Existenz dieser Tötungsautomaten und die durch sie verursachten Tötungen an der Grenze dem Westen gegenüber zu verheimlichen und zu vertuschen. Die Todesfälle wurden auch der DDR-Öffentlichkeit nicht bekannt gemacht, sodass die Selbstschussanlagen keine Abschreckungswirkung auf Fluchtwillige ausüben konnten. Offiziell wurden Minen und Selbstschussanlagen in der DDR nicht erwähnt, dennoch hatten die Berichte westlicher Medien eine abschreckende Wirkung. Auch waren vor dem Zaun mit den Selbstschussanlagen Warnschilder, welche auf Minen hinwiesen, aufgestellt.
Erste Berichte über Montagearbeiten an den Grenzzäunen erschienen in westdeutschen Zeitungen bereits im Februar 1971, einen Monat nach der Installation der ersten Anlagen. Die DDR dementierte diese Berichte. Bei einer Tagung von FDJ-Funktionären 1973 empörte sich der damalige Erste Sekretär des ZK der SED Erich Honecker über das Geschrei über Todesmaschinen an der Staatsgrenze, die es gar nicht gibt. Nicht mehr abzuleugnen waren und international bekannt wurden die Selbstschussanlagen der DDR, nachdem die ersten Flüchtlinge dadurch verletzt oder getötet worden waren.
Im März und April 1976 demontierte der ehemalige DDR-Bürger Michael Gartenschläger an der innerdeutschen Grenze erfolgreich zwei Selbstschussanlagen und präsentierte sie im Spiegel. Die Demontage und Entwendung der Selbstschussanlagen war von westdeutscher Seite aus möglich, weil diese an der DDR-Seite des Grenzzauns angebracht waren. Dazu erstieg Gartenschläger mit einer Leiter den Grenzzaun, durchtrennte das Kabel zwischen Auslösemechanismus und Schusstrichter und demontierte daraufhin die Anlage.
Danach konnte die DDR nicht mehr leugnen, Selbstschussanlagen aufgestellt zu haben. Am 30. April 1976 versuchte Gartenschläger, eine dritte SM-70 zu demontieren. Dabei wurde er durch ein Spezialkommando des Ministeriums für Staatssicherheit beobachtet und in einem Schusswechsel tödlich verletzt. Die Todesumstände lassen vermuten, dass er wegen eines Geräuschs selbst das Feuer eröffnet hatte.
Nachdem die technischen Besonderheiten und die Funktionsweise der Tötungsautomaten nach Gartenschlägers Demontagen von der Westpresse detailliert beschrieben wurden, stieg die Zahl der DDR-Flüchtlinge, denen es gelang, den Kontrollstreifen (den sogenannten Todesstreifen) ohne Auslösung der Selbstschussanlagen unverletzt gen Westen zu überwinden.
Drei Monate nach dem Tod Gartenschlägers beklagte der damalige BRD-Außenminister Hans-Dietrich Genscher die Menschenrechtsverletzungen an der DDR-Grenze und die Todesschussanlagen vor der 31. UN-Vollversammlung. Dadurch und durch die Berichterstattung über verletzte und getötete Flüchtlinge wurde das internationale Ansehen der DDR erheblich beschädigt.

### Abbau
Ende der 1970er stellte eine Arbeitsgruppe des Zentralkomitees fest, dass die SM-70 erhebliche Mängel hätte. Moniert wurden die hohe Quote der Fehlauslösungen, die hohen Kosten und der unzureichende Diebstahlschutz. Die SM-70 sollte vorerst beibehalten, aber nicht mehr weiterentwickelt werden, bis 1986 eine geplante neue Grenzsperranlage eingeführt wurde.
Am 10. Oktober 1980 beschlossen die Vereinten Nationen das Protokoll II über Landminen, Sprengfallen und andere Vorrichtungen. Der Artikel 3 dieses Protokolls besagt: „Es ist unter allen Umständen verboten, die Waffen, auf die dieser Artikel Anwendung findet, entweder offensiv oder defensiv oder als Repressalie gegen die Zivilbevölkerung als solche oder gegen einzelne Zivilpersonen zu richten.“ Die DDR unterschrieb dieses Protokoll im April 1981 mit dem Wissen, dass dieses am 2. Dezember 1983 in Kraft treten würde.
Nach der Konferenz über Sicherheit und Zusammenarbeit in Europa im Jahre 1975 verfolgte Honecker die Profilierung der DDR zum Friedensstaat und positionierte sich kritisch gegenüber Atomwaffen. Diese Haltung erforderte es auch, internationale Abrüstungsabkommen mitzutragen.
Auf jeden Fall erwartete die DDR-Führung eine internationale Diskussion über das Protokoll II, was sie zu einer grundsätzlichen Überprüfung des Mineneinsatzes an der Grenze zwang. Erich Honecker erwähnte den vorgesehenen Abbau der Selbstschussanlagen bereits am 13. September 1982 in einem vertraulichen Gespräch mit dem damaligen BRD-Staatsminister Hans-Jürgen Wischnewski.
Am 1. Oktober 1982 lag eine Konzeption des Chefs der Grenztruppen, Klaus-Dieter Baumgarten, über die zukünftigen Grenzsicherungen vor. Bezüglich der mit Splitterminen gesicherten Grenzzäune wurde neben den hohen Kosten und vielen Fehlauslösungen auch das Risiko für die Grenztruppen erwähnt. Bei Wartungsarbeiten kam bis 1982 ein Grenzsoldat zu Tode, zwei weitere wurden schwer und sieben leicht verletzt. Baumgarten bewertete die Minen an der Grenze als „sowohl aus politischer Sicht, als auch vom konstruktiven und optischen Aufbau her, als unzweckmäßig“.
Am 1. Juli 1983 beschloss der Nationale Verteidigungsrat der DDR, eine moderne Grenzsicherungsanlage ohne Minen zu entwickeln. Trotzdem sollten die Erdminensperren, wenn auch modernisiert, bleiben. Die SM-70 sollte zwar abgebaut werden, in besonderen Abschnitten aber weiter im Landesinneren, d. h. unter Ausschluss der westdeutschen Öffentlichkeit, wieder aufgebaut werden – wegen der geringen Entfernung zwischen Minensperrzaun und Grenze hatten es Flüchtlinge auch nach Auslösung der Minen schwerverletzt in die Bundesrepublik Deutschland geschafft. Auch konnte die Bergung toter oder schwerverletzter Fluchtwilliger auf dem DDR-Gebiet aus der Bundesrepublik heraus dokumentiert werden. Diese Bilder beeinträchtigten das internationale Ansehen der DDR. Die Funktionsweise wurde bekannt und in allen technischen Details beschrieben. Mit diesen Kenntnissen gelang es Flüchtlingen, die SM-70-Anlagen zu überwinden.
Im Oktober 1983 überraschte die politische Entscheidung, die Minen vollständig abzubauen.
Die DDR erwähnte den völkerrechtlichen Kontext der Entscheidung nicht. Stattdessen verkündete der bayerische Ministerpräsident Franz Josef Strauß dieses als Zugeständnis bei der Aushandlung eines Milliardenkredits für die DDR. Strauß stand wegen dieses Kredits politisch unter Druck. Jedoch hat Strauß den Abbau der Minen nicht gefordert. Dieser wurde ihm von der DDR angeboten.
Am 30. November 1984 demontierten Grenztruppen der DDR die letzten Splitterminen an der innerdeutschen Grenze. Auch nach dem Abbau der Selbstschussanlagen blieb die innerdeutsche Grenze praktisch undurchdringlich, weil die DDR sie inzwischen aufwändig verstärkt hatte.

### Gerichtsurteile wegen der Verbrechen an der innerdeutschen Grenze nach der Wiedervereinigung
Die DDR-Führung behauptete, die Minen wären vorsorgliche Verteidigungsmaßnahmen gegen Aufklärungshandlungen und Einsickern feindlicher Kräfte. Aus militärischer Sicht kann diese Argumentation jedoch nur für die Erdminen gelten. Die sichtbar am Zaun installierten SM-70-Minen, welche die Erdminen im Laufe der Jahre immer mehr ersetzten, stellten für militärisch geschulte Personen faktisch kein Hindernis dar. Sie waren an der DDR-Seite des Zaunes angebracht. Dies erlaubte es zum Beispiel, den Zaun von Westen aus gefahrlos zu erklettern, um dann auf die DDR-Seite hinabzuspringen. Die SM-70-Minen waren vielmehr Mittel, um Fluchtversuche zu verhindern.
Die DDR-Grenzsoldaten, welche die Selbstschussanlagen und Minen installierten und auf Flüchtlinge schossen, handelten gegen geltendes Recht der DDR. Nach deren Strafgesetzbuch machten sie sich des Totschlags schuldig. Den Befehlsgebern und den für die Tötungsbefehle Verantwortlichen stand kein Rechtfertigungsgrund zur Seite. Die Staatspraxis der DDR nahm die Tötung von Flüchtlingen in Kauf, womit ein offensichtlicher Verstoß gegen die Gerechtigkeit und gegen die völkerrechtlich geschützten Menschenrechte vorlag.
Nach der deutschen Wiedervereinigung wurden Anklagen gegen diverse Verantwortungsträger aus Politik und Militär der DDR wegen der Verbrechen an der innerdeutschen Grenze erhoben. Am 10. September 1996 wurde der vormalige Chef der DDR-Grenztruppen Klaus-Dieter Baumgarten vom Landgericht Berlin wegen elffachen Totschlags und fünffachen versuchten Totschlags an der innerdeutschen Grenze zu einer Freiheitsstrafe von sechseinhalb Jahren verurteilt. Fünf seiner Stellvertreter erhielten Freiheitsstrafen zwischen drei und vier Jahren. Vier Pionieroffiziere der DDR-Grenztruppen, die Splitterminen montiert und gewartet hatten, wurden am 9. November 2004 von der 40. Großen Strafkammer in Berlin, wegen Beihilfe zum Mord in vier Fällen und Beihilfe zu einem versuchten Mord schuldig gesprochen, mussten jedoch lediglich die Prozesskosten tragen, weil sie glaubwürdig ihr Bedauern an den Todesfällen bekundeten. Wegen der Todesschüsse an der Mauer wurde von der Generalstaatsanwaltschaft der DDR am 5. Dezember 1989 ein Ermittlungsverfahren wegen des Verdachts des mehrfachen Mordes und der mehrfachen Körperverletzung gegen den vormaligen Staats- und Parteichef Erich Honecker eingeleitet und wegen der Minensperren, also den Selbstschussanlagen, am 8. August 1990 erweitert.

## Türkei
Den türkischen Zeitungen Yeni Şafak und Hurriyet zufolge plante das türkische Verteidigungsministerium im Jahre 2016 die Errichtung von automatisch warnenden und schießenden Wachtürmen, in Abständen von 300 Metern, entlang der Grenze zu Syrien.

## Selbstschussanlagen zum Schutz der eigenen Immobilie
Im Jahr 2011 wurde ein deutsch-türkisches Rentnerpaar vor seiner Ferienwohnung in Edremit (Balıkesir) von der eigenen Selbstschussanlage getötet.